# Олигодоны
Олигодоны (лат. Oligodon) — род змей из семейства ужеобразных, обитающий в Азии.

## Описание

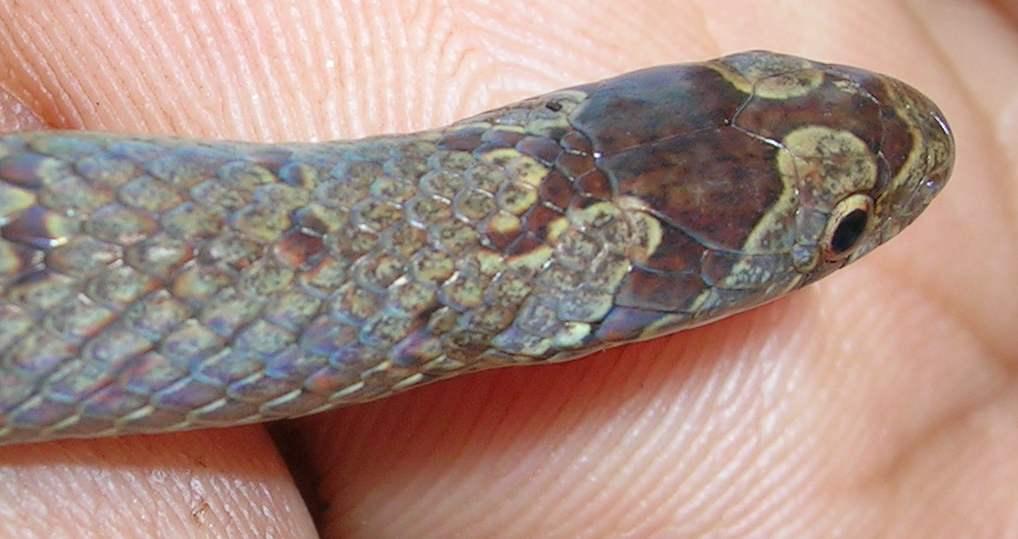
Родственный олигодон

Общая длина колеблется от 30 до 100 см. Голова небольшая, глаза с круглыми зрачками. Шейный перехват не выражен и голова почти не отграничена от шеи. Туловище цилиндрическое. Чешуя гладкая, которая образует 15—17 строк вокруг тела. Брюшных щитков — 135—218, подхвостовых — 25—56 пар. Ноздря обычно прорезана между 2 щитками. Межчелюстной щиток большой и сильно загнут на верхнюю поверхность морды. Верхнечелюстные кости имеют 6—8 зубов, расположенных в виде непрерывных строк, также непрерывно увеличиваются по направлению в глубь пасти, при этом большие задние зубы заметно сжаты с боков. Нёбные и крыловидные кости несут зубы. Хвост короткий.

## Образ жизни
Населяют различные ландшафты: от нагорных пустынь до дождевых тропических лесов. Значительную часть времени проводят под землёй, роя ходы или норы. Активны ночью. Питаются ящерицами и яйцами рептилий.

## Размножение
Это яйцекладущие змеи. Самки откладывают от 3 до 16 яиц.

## Распространение
Распространены в Южной, Юго-Восточной и Передней Азии, включая острова. 

## Классификация
На декабрь 2022 года в род включают 89 видов:
- Oligodon affinis Günther, 1862 — Родственный олигодон
- Oligodon albocinctus (Cantor, 1839) — Белопоясный олигодон
- Oligodon ancorus (Girard, 1858)
- Oligodon annamensis Leviton, 1953 — Аннамский олигодон
- Oligodon annulifer (Boulenger, 1893)
- Oligodon arenarius Vassilieva, 2015
- Oligodon arnensis (Shaw, 1802) — Обыкновенный олигодон
- Oligodon barroni (Smith, 1916) — Олигодон Смита
- Oligodon bitorquatus Boie, 1827
- Oligodon bivirgatus Qian, Qi, Shi, Lu, Jenkins, Mo & Li, 2021
- Oligodon booliati Leong & Grismer, 2004
- Oligodon brevicauda Günther, 1862
- Oligodon calamarius (Linnaeus, 1758) — Тростниковый олигодон
- Oligodon catenatus (Blyth, 1854)
- Oligodon cattienensis Vassilieva et al., 2013
- Oligodon chinensis (Günther, 1888) — Китайский олигодон
- Oligodon churahensis Mirza, Bhardwaj & Patel, 2021
- Oligodon cinereus (Günther, 1864) — Олигодон Гюнтера
- Oligodon condaoensis Nguyen, Nguyen, Le & Murphy, 2016
- Oligodon cruentatus (Günther, 1868)
- Oligodon culaochamensis Nguyen et al., 2017
- Oligodon cyclurus (Cantor, 1839) — Олигодон Кантора
- Oligodon deuvei David, Vogel & Van Rooijen, 2008
- Oligodon dorsalis (Gray & Hardwicke, 1835)
- Oligodon eberhardti Pellegrin, 1910
- Oligodon erythrogaster Boulenger, 1907 — Краснобрюхий олигодон
- Oligodon erythrorhachis Wall, 1910
- Oligodon everetti Boulenger, 1893
- Oligodon fasciolatus (Günther, 1864)
- Oligodon forbesi (Boulenger, 1883) — Тиморский олигодон
- Oligodon formosanus (Günther, 1872) — Красивый олигодон
- Oligodon hamptoni Boulenger, 1918
- Oligodon huahin Pauwels et al., 2017
- Oligodon inornatus (Boulenger, 1914)
- Oligodon jintakunei Pauwels et al., 2002
- Oligodon joynsoni (Smith, 1917)
- Oligodon juglandifer (Wall, 1909) — Крупнопятнистый олигодон
- Oligodon kampucheaensis Neang, Grismer & Daltry, 2012
- Oligodon kheriensis Acharji & Ray, 1936
- Oligodon lacroixi Angel & Bourret, 1933
- Oligodon lipipengi Jiang, Wang, Li, Ding, Ding & Che, 2020
- Oligodon lungshenensis Zheng & Huang, 1978
- Oligodon macrurus (Angel, 1927) — Олигодон Анжела
- Oligodon maculatus (Taylor, 1918)
- Oligodon mcdougalli Wall, 1905
- Oligodon melaneus Wall, 1909 — Чёрный олигодон
- Oligodon melanozonatus Wall, 1922
- Oligodon meyerinkii (Steindachner, 1891)
- Oligodon modestus Günther, 1864 — Смирный олигодон
- Oligodon moricei David, Vogel & Van Rooijen, 2008
- Oligodon mouhoti (Boulenger, 1914) — Олигодон Буланже
- Oligodon nagao David et al., 2012
- Oligodon nikhili Whitaker & Dattatri, 1982
- Oligodon notospilus Günther, 1873 — Филиппинский олигодон
- Oligodon ocellatus (Morice, 1875) — Глазчатый олигодон
- Oligodon octolineatus (Schneider, 1801) — Полосатый олигодон
- Oligodon ornatus Van Denburgh, 1909 — Окрашенный олигодон
- Oligodon perkinsi (Taylor, 1925)
- Oligodon petronellae Roux, 1917
- Oligodon phangan Pauwels, Thongyai, Chantong & Sumontha, 2021
- Oligodon planiceps (Boulenger, 1888)
- Oligodon praefrontalis Werner, 1913
- Oligodon promsombuti Pauwels, Thongyai, Chantong & Sumontha, 2021
- Oligodon propinquus Jan, 1862
- Oligodon pseudotaeniatus David, Vogel & Van Rooijen, 2008
- Oligodon pulcherrimus Werner, 1909
- Oligodon purpurascens (Schlegel, 1837) — Пурпурный олигодон
- Oligodon rostralis
- Oligodon russelius (Daudin, 1803)
- Oligodon saintgironsi David, Vogel & Pauwels, 2008
- Oligodon saiyok Sumontha et al., 2017
- Oligodon signatus (Günther, 1864) — Заметный олигодон
- Oligodon splendidus (Günther, 1875)
- Oligodon sublineatus Duméril, Bibron & Duméril, 1854 — Полуполосый олигодон
- Oligodon taeniatus (Günther, 1861) — Изменяющийся олигодон
- Oligodon taeniolatus (Jerdon, 1853) — Изменчивый олигодон
- Oligodon teyniei David, Hauser & Vogel, 2022
- Oligodon theobaldi (Günther, 1868)
- Oligodon tillacki Bandara et al., 2022
- Oligodon tolaki Amarasinghe et al., 2021
- Oligodon torquatus (Boulenger, 1888)
- Oligodon travancoricus Beddome, 1877 — Траванкорский олигодон
- Oligodon trilineatus (Duméril, Bibron & Duméril, 1854) — Трёхполосый олигодон
- Oligodon unicolor (Kopstein, 1926)
- Oligodon venustus (Jerdon, 1853)
- Oligodon vertebralis (Günther, 1865)
- Oligodon waandersi (Bleeker, 1860)
- Oligodon wagneri David & Vogel, 2012
- Oligodon woodmasoni (Sclater, 1891)